# Леонард Зайф
Леонард Зайф (на немски: Leonhard Seif) е германски невролог и индивидуален психолог. Той е считан за един от най-известните индивидуални психолози в Германия.

## Научна дейност
След като учи медицина, философия и социалнопсихологически изследвания, през 1895 г. Леонард Зайф се установява в Мюнхен като невролог. Той скоро открива, че много от органичните болести имат невротични причини. Неговият опит да ги лекува с най-съвременните методи на лечение дотогава, хипноза и внушение, не донася желания успех. Поради това той опитва нови начини и основава през май 1911 г. в Мюнхен местна психоаналитична група, чиито членове са Виктор фон Гебзател и Ото Грос.
От Четвъртия Психоаналитичен конгрес в Мюнхен през 1913 г. се отделя от Фройд заедно с Карл Густав Юнг, защото Зайф е съпричастен на последния. Зайф се сприятелява с Алфред Адлер, тъй като споделят еднакви интереси – че неврозата има социални причини.
През 1920 г. Зайф основава първата местна група по индивидуална психология с името „Gesellschaft für vergleichende Individualpsychologie“. Мюнхен става не само първото, а също и най-значимото, стабилно и голямо средище на индивидуалната психология. През 1922 г. в града се учредява Първият международен конгрес по индивидуална психология.
През 1926 г. Зайф става съосновател на Международното медицинско общество по психотерапия. През 1927 и 1929 Зайф посещава Харвард и Бостънския университет и пред лекари и студенти представя информация за експерименталната си работа и за психологичния, педагогичния и психотерапевтичния курс.